# SIG Sauer P239
SIG Sauer P239 — самозарядний пістолет, розроблений швейцарсько-німецькою компанією SIG Sauer в 1996 році. Пістолет був розроблений і нині виробляється на заводі компанії в Швейцарії — Swiss Arms AG (в Америці випускається компанією SIG Arms). Пропонується в трьох різних калібрах: 9×19 мм Парабелум, .357 SIG і .40 S&W.
При загальній довжині 168 мм, висотою 132 мм і вагою 710—770 гр. (залежно від калібру) пістолет SIG Sauer P239 є відмінною зброєю для прихованого носіння, тому він став популярним в США.

## Конструкція
Технічно пістолет P239 схожий з SIG Sauer P228/229 в усьому, крім розмірів і місткості магазина. Цей самозарядний пістолет, як і інші, працював з допомогою дії віддачі ствола. Запирання ствола — виступом на казенній частині ствола за вікно для екстракції гільз в затворі. Зниження ствола для відпирання — за рахунок нерухомого штифту в рамці фігурного вирізу в нижньому припливі ствола. Затвор, як і у P229, фрезерований зі сталі. Ударно-спусковий механізм такий само як у P228/229, подвійної дії, без ручного запобіжника, але з важелем безпечного спуску курка з бойового взводу. Магазин дворядний, засувка розташовується збоку на рукоятці. Ємність — 8/10 чи 7/8 патронів залежно від калібру.

## Варіанти
- SIG Sauer P229:
  - SIG Sauer P229 9×19 мм Парабелум;
  - SIG Sauer P229 .357 SIG;
  - SIG Sauer P229 .40 S&W.
- SIG Sauer P229 Anti-Snag (SAS) — всі механізми виконані з нержавіючої сталі; руків'я — дерев'яне.
- SIG Sauer P229 SRT — з нічними прицільними пристосуваннями; нержавіюче покриття; руків'я — полімер.

## Оператори
- Німеччина
- США